# 韓文日
韓文日（韩语：／ Han-geul Nal），又稱朝鮮文日（朝鲜语：／ Joseon-geul Nal）或諺文日，是朝鮮民族（韓民族）紀念創立訓民正音的紀念日。訓民正音即朝鮮語現行文字諺文的的前身。朝鮮民主主義人民共和國訂於每年1月15日，大韓民國訂於每年10月9日。

## 概况

訓民正音

根據朝鮮史書記載，1446年夏曆九月，世宗公佈《訓民正音》，內容為新造韩语字母及訂定規則供朝鮮語拼寫。
1926年夏曆九月底，諺文學會（／ Han-geul Hakhoe）宣佈該年為《訓民正音》創制八甲子紀念（即480週年）。
同日為公曆11月4日。學會成員稱此日為首個「Gagya日」（ Gagyanal）。「Gagya」（가갸）一詞則來自於朝鮮語字母的記憶詩開頭：“Ga gya geo gyeo”（가갸거겨）。
1928年，紀念日改稱為今名「諺文日」（Hangul日）。特別之處在於採用了「Hangul」（한글）之名代稱朝鮮語開頭字母。
1931年，紀念日改為公曆中的10月29日。1934年，為了采用1446年的儒略曆，紀念日再次改為10月28日。
1940年發現的《訓民正音解例》一份正本是一卷注釋本《訓民正音》，出現在原文檔發行後不久，裡面的評論顯示“訓民正音”於夏曆九月上旬頒布。1446年夏曆九月十日相等於公曆1446年10月9日，所以大韓民國在1945年成立以後，訂立10月9日這天為法定假期，稱之為字標日。這一天所有政府雇員都不必上班。
朝鮮民主主義人民共和國把朝鲜文日訂为1月15日，之所以这样，是因为韩国把《训民正音》的正式颁布日作为标准，而朝鲜却把创制日作为标准。
2014年，中华人民共和国吉林省延边朝鲜族自治州十四届人民代表大会常务委员会第九次会议决定，将建州紀念日前一天9月2日訂为延边朝鲜族自治州的「朝鲜语言文字日」。